# NGC 6188
NGC 6188 هي مجرة تتبع كوكبة المجمرة. اكتشفها جون هيرشل في 15 أبريل 1836.

## روابط خارجية
- NGC 6188 على موقع ويكي سكاي: DSS2, SDSS, GALEX, IRAS, Hydrogen α, X-Ray, Astrophoto, Sky Map, Articles and images